# 哥爾·D·羅傑
哥爾·D·羅傑（日语： Gōru Dī Rojā）是日本漫畫家尾田榮一郎所著的日本漫畫作品《ONE PIECE》中的角色，他是整個故事的開端人物，他是羅傑海賊團的船長，因為他征服了偉大航道而被世人尊稱為「海賊王」，羅傑跟他的宿敵「白鬍子」艾德華·紐蓋特一同被世人譽為「傳說中的海賊」，他亦是傳說中的大秘寶「ONE PIECE」的擁有者。

## 設計
- 羅傑的姓名由來自兩個詞彙——「黃金」和「海賊旗」。
  - 姓氏「Gol」和「D」源於「黃金」（Gold）一詞。
  - 名字「Roger」的由來是「海賊旗」（Jolly "Roger"）一詞。
- 羅傑的角色原型或是來自兩個現實生活的海賊——奧利弗·勒巴索（英语：Olivier Levasseur）和亨利·埃弗里。
  - 勒巴索死前留下了字謎並說揭開字謎可以擁有他所有的財富（現在價值約160,000,000英鎊），不過他的寶藏至今仍未找到。羅傑死前的遺言以及歷史本文的謎語或許是來自他。
  - 埃弗里在1695年成為世界上最富有的海賊，人稱「海賊之王」。雖然世界都衝着他的人頭而去，埃弗里卻在加勒比海（當時稱為新世界）銷聲匿跡，據說他影響了許多下一代的海賊。

## 人物
羅傑海賊團的船長，是世上唯一能完成「偉大航路」，即航行至傳說之島「拉乎德爾」的海賊，被全世界尊稱為「海賊王」
本名是「哥爾·D·羅傑」（Gol·D·Roger），但世界政府為了隱瞞D之名刻意稱他為黃金·羅傑（Gold Roger），使不了解D的世人也這樣稱呼他。世界政府認為羅傑擁有「世界最危險的力量」，因為他知道「足以毀滅世界的古代兵器」的下落，也擁有「聽見萬物聲音」的能力。使用武器為劍和手槍。佩劍為無上大快刀之一的「艾斯」（Ace）。
羅傑出生於東海羅格鎮，他是白鬍子海賊團第二隊隊長波特卡斯·D·艾斯的生父。羅傑過去跟他的宿敵「白鬍子」艾德華·紐蓋特經常交戰，羅傑和白鬍子兩人一同被世人譽為「傳說中的海賊」，作者尾田榮一郎在官方資料集中把白鬍子設定為羅傑的宿敵，兩人曾經在大海上爭奪霸權，並且交戰無數，雙方不分勝負，是為彼此的宿敵。
此外，羅傑年輕時期便與席爾巴斯·雷利相識，而且年輕時戴上草帽並拉下帽沿的模樣和蒙其·D·魯夫極為相像。現任「四皇」中的「紅髮」傑克與「小丑」巴其，還曾在他的海賊團擔任實習船員。
在達坦的回憶中，卡普形容羅傑是一個被激怒時會顯得非常急躁和任性的人，但其行為卻如小孩子般率真單純。他十分珍視自己的夥伴，也因此深得夥伴們的信賴；因他不願讓敵人追擊身後的夥伴，就算面對強敵也從不逃走；他也絕不容許別人說夥伴的壞話，亦曾因此毀滅了一個國家的軍隊。
雖然羅傑在傳說中和「海軍英雄」卡普經常交戰，但是他在監獄中卻出乎意料地將妻子及未出世的波特卡斯·D·艾斯託付給卡普照顧。卡普表示，儘管自己是海軍，但也無法憎恨羅傑這個人，所以才應允照顧艾斯。

## 能力

### 萬物之聲
羅傑擁有「聽見萬物之聲」的能力，能通過聲音引導找到歷史本文，能夠聽見海王類、象主講話。

### 武器
羅傑使用武器為軍刀「ACE」，為無上大快刀十二工之一。

### 劍術
羅傑是個傑出的劍士，以一擊就在對付光月御田的對戰中佔了上風。在和白鬍子的叢雲切交手時平分秋色，兩者的撞擊釋放出強大的衝擊波，連岸邊的白鯨號也被吹動。
- 神避：將霸王色霸氣纏繞並壓縮在刀上，然後在揮刀的瞬間把由霸氣凝聚出的斬擊波隨著右手握著劍揮舞出去，這招可以無視兵器的阻擋而直接擊中對手

### 霸氣
羅傑擁有强大的霸王色霸氣和劍術。26年前與他的宿敵「白鬍子」艾德華·紐蓋特的霸王色碰撞發出了如閃電般的光影，兩人的霸王色釋放出傳遍全島的衝擊波。羅傑也精通武裝色霸氣，他的實力和當時處於全盛時期的白鬍子旗鼓相當，他能在武器上覆蓋霸王色霸氣，兩人的武器在戰鬥時無須接觸即產生大碰撞。
羅傑也精通見聞色霸氣，能在白鬍子攻擊前事先擺好架勢阻擋。

## 劇中表現
羅傑出生於東海羅格鎮，根據卡普所說，羅傑在艱難的環境中長大，並且非常害怕失去自己所愛的人。想要出海而到處尋找船隻的羅傑，因緣際會下遇上倚靠在小船上飲酒的席爾巴斯·雷利，並相中這艘小船而吹捧它。但是，雷利解釋說這是一艘偷來的小漁船，因為他家被燒毀了，所以住在那艘船上。羅傑向雷利詢問名字，並對雷利自我介紹一番，視他們的相遇為命運使然，還問雷利「要不要與我一起把這個世界搞得天翻地覆啊？」。當時的雷利覺得這個想法很可笑，但最終他還是成為了羅傑第一個夥伴。此外，當時的羅傑也戴著草帽，後來羅傑戴的這頂草帽傳到了紅髮的手上，然後由魯夫「暫時保管」。
在海上冒險的數十年間，羅傑樹立了很大的名聲。他曾經在水之七島獲得當時湯姆造船公司當家船匠－湯姆的協助，打造出專屬的海賊船「奧羅傑克森號」。為其造船的湯姆後來受羅傑的罪名牽連，曾一度被世界政府判處死刑，後來湯姆以建造海上列車的功勞抵過此罪。39年前，羅傑海賊團領先其他人抵達紀錄指針所指示的終點「水先星島」，但一行人上岸後才察覺到真正的「最終之島」不在這裡，紀錄指針也完全失去功能。38年前，在神之谷這座島上，羅傑與卡普聯手擊敗了當時惡名昭彰的最強海賊團－洛克斯海賊團，保護了當時在場的天龍人與奴隸。而船長洛克斯·D·吉貝克被戰國評價為「對羅傑而言是最初也是最強的對手」。此後，這起件事件被稱為神之谷事件，但由於世界政府的有意隱瞞，大多數人無從得知事件全貌。30年前，羅傑讀了一份報紙，得知有武士（即光月御田）從鎖國的和之國加入了白鬍子海賊團，羅傑對他很感興趣。
28年前，羅傑得悉自己染上不治之症，決定與船員在偉大航路上進行最後的航程。在途經顛倒山的燈塔時，他邀請可樂克斯擔任船醫，確保他的身體能順利完成旅程。27年前，飛行海賊團的船長「金獅子」獅鬼與羅傑海賊團接觸，獅鬼邀請羅傑聯手統治全世界，但被羅傑拒絕後獅鬼惱羞成怒，兩方的海賊團因此爆發激戰。處於大劣勢的羅傑海賊團，被突如其來的一場暴風雨所拯救，飛行海賊團艦隊大半被巨浪打入海底，可說是一場大勝仗。此後，因為是在艾特·沃爾海爆發的戰役，這起件事件被稱為艾特·沃爾海戰。26年前，在某座島上剛與海軍戰鬥完的羅傑海賊團得知白鬍子海賊團也將登陸這座島的消息。這時羅傑正發著牢騷，嫌與沒有卡普和戰國到場的海軍打架沒有意思，於是決定和「白鬍子」艾德華·紐蓋特再幹一架。期間，羅傑一股腦地衝出去對他很好奇的光月御田先出手，用無上大快刀「艾斯」使出了名為「神避」的強力斬擊，隨後更與「白鬍子」艾德華·紐蓋特來了一場更激烈的霸王色碰撞。待三天三夜的交戰結束後，羅傑向二人闡述路標歷史本文以及最終之島的相關消息並表示自己如果找到藏在那裏的寶藏，他們就會是世界第一的海賊團，而且他就會是「？？？」，這句話讓白鬍子覺得羅傑非常幼稚。隨後，羅傑跪求白鬍子借給他御田一年，以便藉助他讀取歷史本文的能力，白鬍子雖然不肯且大發雷霆，但御田無法自控地被羅傑的請求所吸引，最終上了羅傑海賊團的船，而御田的跟班－犬嵐與貓蝮蛇也偷偷上船，留下以藏一人於白鬍子船上。
羅傑海賊團抵達空島，憑藉萬物之聲能力聽到歷史本文的聲音。他請御田替他寫下一則把歷史本文導向「最終之島」的留言。數年後羅賓在黃金鐘上看到此留言，以為羅傑會寫歷史本文的文字而感到訝異。但其後雷利解釋他們身為海賊，頭腦不可能比得上歐哈拉的眾學者們。從空島回到藍海後，羅傑一行人去了一趟水之七島和船匠湯姆打聲招呼，並詢問海上列車完成與否，湯姆則表示還在設計階段。另外，在前往水之七島的途中，犬嵐、貓蝮蛇還有御田告知羅傑各自的國家都各有著一塊路標歷史本文(犬嵐與貓蝮蛇來自同一國家)，羅傑也表示自己從BIG MOM手中取得一張路標歷史本文的拓本，也猜想到最後一塊路標歷史本文的所在之處。航行至魚人島前，他們曾航行過橋上之國所建造的橋下。在魚人島海域的海底時羅傑和御田都聽見海王類的聲音而感到困惑。在魚人島的海之森林確認了2塊歷史本文，左邊的是紅色路標歷史本文（現已遺失）；而右邊的則是喬伊波伊的謝罪文。羅傑曾向尼普頓問起古代兵器波賽頓的事，並透過當時3歲的占卜師雪莉的預言，與船員和尼普頓做出了「幾年後誕生的孩子將是海王波賽頓」的結論，還從雪莉的預言得知人魚公主將在10年後(距今16年前)出生。航行在和之國時，確認了紅色路標歷史本文，但光月御田的妻子光月時病倒。當抵達和之國九里時，光月時帶著2個孩子與犬嵐、貓蝮蛇一同離船，本來御田也想留下照顧妻小，但光月時強烈要求御田留在羅傑船上繼續航行。此時，和之國早以豎起重重的工廠煙囪。航行至佐烏時，羅傑和御田都聽見象主的聲音而感到困惑，羅傑終於找到最後一個路標歷史本文。當時年紀尚小的佩特羅曾懇求羅傑帶其隨行，但是羅傑以「每個人都有屬於他們的登場時機」為由婉拒，並告訴他等時機到了會再來請他幫助。之後羅傑的病仍持續惡化。在前往最終之島前，他們在某港村停駐，此時眾人確認好最終之島的位置後，羅傑向船 員宣布立刻出航。而當時實習生巴其突然發高燒，傑克自願留下作他的看護，二人因此未隨羅傑前往最終之島。25年前，世界各地的報紙都在報導著羅傑海賊團達成前無古人的「繞行世界一周」，稱霸這片大海，成為傳頌一時的「海賊王」。在那座島上，他們得知了「空白的100年」、「D的一族」與「古代兵器」的秘密，也了解到和之國曾與整個世界是有著緊密的關係。而「巨大的寶藏」確實存在，當時他們在「巨大的寶藏」面前都笑了，羅傑一行人笑得都噴淚了。羅傑對喬伊波伊充滿好奇，並惋惜沒能與他生在同一個年代，而且說了這個寶物真是不得了的大「笑話」，所以為這座「最終之島」取了個名字叫「拉乎德爾」。
從拉乎德爾回來後，傑克向羅傑問了一些事情，然後就哭了。「海賊王」的誕生讓世界為之震動，海軍也開始展開異常大規模的行動。羅傑不太滿意報紙上的名字寫著哥爾多·羅傑，不過倒是很喜歡「海賊王」這個稱號，眾人也了解到為何世界政府要隱藏「D」的名字。世間把羅傑得到的所有東西統稱為獨一無二的大秘寶，為了爭奪這些寶藏，海軍與海賊都在追查羅傑的下落。在海上，羅傑向船員們道謝，並宣布羅傑海賊團"就此解散"。這時羅傑想起在魚人島的海域時所聽見的聲音應該就是「真相」，某個還沒出生的人會在將來超越他們，並告訴雷利說他們來得太早了，也自信地說自己的兒子會找到ONE PIECE(被雷利吐槽說你哪有兒子)。而那些聲音是海王類訴說著他們的王即將誕生（此王指的為古代兵器波賽頓），而遠方的大海也有一位王即將誕生，並期待著2位王的相遇能夠讓「事情」順利完成。隨後，羅傑開始舉辦宴會，並在隔天早上於某座島嶼的港口向雷利囑咐了幾句話後就帶著大量的藥先行下船。後來羅傑與白鬍子會面，提及了世界政府掩蓋他的本名，以及說出「D」的秘密。
24～25年前在羅傑海賊團解散後，他遇到了波特卡斯·D·露玖，和她相戀並懷了一個孩子（艾斯）。海賊團解散一年後，因絕症來日無多的羅傑主動向海軍自首。在監獄中時，他請卡普照顧兒子，並說不應將嬰兒標籤為罪犯。儘管卡普說他沒有義務這樣做，但羅傑知道他仍然會這樣做。海軍以為處死「海賊王」後可以殺雞儆猴，因此在羅傑出生地—東海的羅格鎮公開處決他。但是羅傑臨刑前的遺言讓人們趨之若鶩奔向大海：
|  | 想要我的財寶嗎？想要的話可以全部給你，自己去找吧！我把所有財寶都放在那裡！ （おれの財宝か? 欲しけりゃくれてやるぜ… 探してみろ この世のすべてをそこに置いてきた） |

羅傑大喊他著名的遺言，同時處刑人動手執刑，"海賊王"哥爾·D·羅傑就此被處死。使得許多海賊為爭奪「ONE PIECE」而開始樹立霸權、極力爭奪，讓世界迎接「大海賊時代」。

## 軼事
- 魯夫現在所戴的草帽原先是羅傑的草帽，羅傑將它傳給紅髮傑克，再由傑克傳給魯夫。
- 羅傑的招式「神避」（／ Kamusari），該詞首次出現在記述日本神話的《古事記》中，意思是神死去，是專門用來表示伊邪那美的死亡。在伊邪那美生諸神時，因為生出了火神「火之迦具土神」，伊邪那美的私處被火神嚴重燒傷，不久之後便死去。尾田安排了這詞為羅傑的招式，一是體現出羅傑滅神般的強大實力，二則可能暗指了羅傑的妻兒。

## 備註
1. ↑  羅傑的初代配音員，於2015年去世，參與《ONE PIECE》動畫第1至590話。
2. ↑  羅傑的二代配音員，從《ONE PIECE》動畫第849話起開始參與。